# Karl Kappler
Karl „Charlie“ Kappler (* 21. August 1891 in Gernsbach, Großherzogtum Baden; † 30. November 1962 in Gernsbach-Scheuern, Baden-Württemberg) war ein deutscher Automobilrennfahrer.
Mit 278 Siegen zählt er zu den erfolgreichsten deutschen Rennfahrern der 1920er Jahre. Seine Siege erzielte er in den verschiedenen Rennsportdisziplinen wie Flachbahnrennen, Langstreckenfahrten, Alpen- und Bergfahrten sowie Grand-Prix-Rennen und Geschicklichkeitsturnieren.
1923 bis 1927 nahm er z. B. an allen Herkulesrennen um den Bergpreis von Kassel im Bergpark Wilhelmshöhe teil, 1924 wurde er Gesamtschnellster, 1927 gewann er in der Klasse D. Der weiße Bugatti Type 35, den er dabei 1927 fuhr – 140 PS, bis zu 215 km/h schnell – existiert noch heute.
Kappler war studierter Ingenieur und arbeitete ab 1905 in der Automobilbranche.